# 和歌山市立河北中学校
和歌山市立河北中学校（わかやましりつかほくちゅうがっこう）は、和歌山県和歌山市北島にある市立中学校。

## 沿革
- 1947年（昭和22年）5月3日 - 和歌山市立野崎小学校、和歌山市立楠見小学校、和歌山市立湊小学校の校区の生徒と、貴志・松江地区の一部の生徒を加えて開校。3小学校の一部を仮校舎として使用し、野崎小学校に本部を置く。
- 1948年（昭和23年）9月6日 - 本部を湊小学校に移転。楠見校舎を楠見分校とする。
- 1949年（昭和24年）4月1日 - 楠見分校廃止。
- 1949年（昭和24年）9月1日 - 和歌山市北島230番地の新校舎に移転（1年生のみ年度末まで湊小学校の仮校舎を使用）。

## 教育目標
「正しく判断し、ねばり強く実践する心豊かでたくましい生徒の育成」
- 自ら学ぶことのできる生徒
- 自ら生活を正すことのできる生徒
- 自ら心を磨き体を鍛えることのできる生徒

## 通学区域が隣接している学校
- 和歌山市立河西中学校
- 和歌山市立貴志中学校
- 和歌山市立楠見中学校
- 和歌山市立伏虎義務教育学校
- 和歌山市立西和中学校